# Endymion (DJ-Duo)

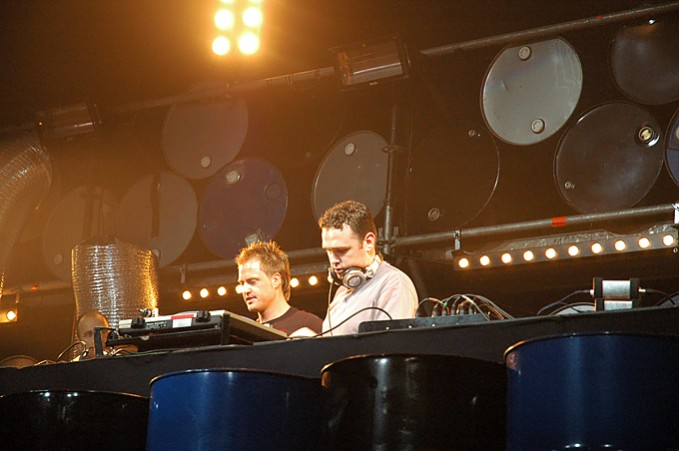
Endymion (2005)

Endymion ist ein niederländischer Hardcore-Techno-Act, der im Jahr 1997 gegründet wurde und aus Bart Revier, Bas Lint sowie Jelle Neys besteht.

## Karriere
Ihren ersten Vertrag bekam die Gruppe bei Cardiac einem Label von Patrick van Kerckhoven. Weiter erschienen einige Veröffentlichungen beim Label Supreme Intelligence.
Endymion arbeiten viel mit anderen Hardcore Techno DJs und Formationen zusammen, wie Evil Activities, Neophyte, Nosferatu und The Viper. Sie sind auch regelmäßig bei großen Veranstaltungen wie Masters of Hardcore, Qlimax, Dominator, Decibel Outdoor Festival, Mystery Land, Defqon.1 oder Project Hardcore vertreten.
Seit 2001 sind Endymion beim Label Enzyme X, dass zu Enzyme Records gehört.
Im Januar 2013 wechselten Endymion zu Neophyte Records, wo sie ebenfalls ihre EP Make Some Noise veröffentlichten. Der Wechsel fand höchstwahrscheinlich aufgrund der "Änderung" ihres Musikstils statt. Dieser wird von vielen als Mischung aus Dubstep und Hardcore Techno beschrieben.
Seit 2015 betreiben Endymion mit "Nightbreed Records" ihr eigenes Label.

## Namensgebung
Endymion bedeutet: „der weich Überkommende“. Endymion ist in der griechischen Mythologie der König von Elis.

## Diskografie

### Singles
- 1998 Endymion - Recumbent DNA String Exponent
- 2000 Endymion - Darkcore Xplorers
- 2000 Endymion - Mind And Body As One
- 2001 Endymion - Bio Acoustic Warfare
- 2001 Endymion - Bionic Conspiracy (Special Edition)
- 2002 Endymion - Before Your Eyes
- 2002 Endymion - Stay Focussed!
- 2003 Endymion - Catalysed Reactions Part 1
- 2003 Endymion - Catalysed Reactions Part 2
- 2003 Endymion - Catalysed Reactions Part 3
- 2003 Endymion - Limited Reactions
- 2003 Endymion - Payback
- 2003 Endymion - Stay Focussed
- 2003 Endymion - Stay Focussed (Viper Remix) / For The Smile
- 2005 Endymion - Project Hardcore.NL The Anthem
- 2005 Endymion - Remixing Part 1
- 2006 Endymion - 5 Years Of Enzyme Records
- 2006 Endymion - Chains Of Commitment
- 2008 Endymion & Nosferatu - Act Of God (Thunderdome 08 Anthem)
- 2008 Endymion - Let's Get It On
- 2008 Endymion - Payback VIP
- 2008 Endymion - To Claim The Future
- 2010 Endymion & Art of Fighters feat. Lilly Julian - A New Today
- 2011 Endymion & Evil Activities ft. E-Life - Broken
- 2012 Endymion & The Viper - How Long
- 2013 Endymion & The Viper feat. Feral is kinky - Raging In The Dancehall

### Remixe (Auszug)
- 1999 Evil Activities - What's Inside Me? (Endymion Remix)
- 2002 G-Shock - Demons (Endymion Rmx)
- 2002 DJ Ruffneck vs. Juggernaut - LSD '02 (Endymion Remix)
- 2004 The Viper - Intellectual Killer (Nosferatu & Endymion Remix)
- 2009 Kutski vs. Bioweapon - One (Endymion Remix)
- 2009 Placid K - Compagneros (Endymion Remix)
- 2009 Headhunterz - Scrap Attack (Endymion Remix)
- 2010 Brennan Heart - Revelations (Endymion Remix)
- 2013 Punx Soundcheck feat. Feral is Kinky - Heavy Medication (Endymion Remix)
- 2013 Frontliner - Weekend Warriors (Official Defqon.1 2013 Anthem) (Endymion Remix)

### Alben
- 2000 Endymion - Demonsworld
- 2004 Endymion - Catalysed Reactions
- 2009 Endymion - In Sync With The Sun
- 2011 Endymion - Three
- 2013 Endymion - Make Some Noise
- 2018 Endymion - Invincible